# Orcustus
Orcustus – norweski zespół black metalowy założony w 2002 roku w Bergen. Utwory grupy oscylują wokół tematyki śmierci, chaosu i czarnej magii. Członkowie zespołu otwarcie identyfikują się z filozofią satanistyczną. W skład grupy wchodzili muzycy znani z takich zespołów jak: Gehenna, Aura Noir, Enslaved, Gorgoroth, Emperor, Borknagar, Gaahlskagg i Mayhem.

## Historia
Zespół Orcustus powstał w 2002 roku, w norweskim mieście Bergen. Początkowo grupę stanowili: Taipan, Dirge Rep, Infernus i Tormentor. Latem 2002 roku muzycy rozpoczęli pracę nad trzema utworami, które weszły w skład Demo 2002 limitowanego do 1000 kopii. Utwory zostały nagrane na przełomie października-listopada w studio Strangehagen Dungeon w Bergen. Muzyka została niemal w całości napisana przez Taipana dla jego wcześniejszego zespołu Abattoir w latach 1998-2000. Demo symbolizuje narodziny grupy Orcustus. Materiał został wydany w lutym 2003 roku. Wydawnictwo przyniosło zespołowi kontrakt z amerykańską wytwórnią płytową Southern Lord Records. Jeszcze tego samego roku dwa utwory z Demo 2002 zostały wydane jako minialbum World Dirtnap. Zespół rozpoczął pracę nad albumem studyjnym.
W 2004 roku do grupy dołączył Morten "Teloch" Iversen, muzyk znany m.in. ze współpracy z zespołami 1349, Gorgoroth, Mayhem i Ov Hell. Brał on udział w nagraniu kolejnego minialbumu zatytułowanego Wrathrash. Materiał nagrywany był w norweskich miastach Horten i Sandnes wiosną i latem 2005 roku. Ostatecznie album ukazał się 2 listopada 2005 roku nakładem Southern Lord Records, limitowany do 1500 kopii. Współpraca Telocha z zespołem zakończyła się w 2006 roku.
Po pięciu latach pracy, zespół rozpoczął nagrywanie debiutanckiego albumu studyjnego wiosną 2007 roku w norweskim Misantrof Studio. Materiał zatytułowany Orcustus, ukazał się 3 marca 2009 roku w Stanach Zjednoczonych i 9 marca w Europie. W jego nagraniu gościnnie brali udział: Radek Nemec (Taake, Dead to This World) i Daniel "Vrangsinn" Salte (Carpathian Forest). 

## Muzycy
| Obecny skład zespołu - Taipan – śpiew, gitara, gitara basowa (od 2002) - Per "Dirge Rep" Husebø – perkusja (od 2002) Gościnna współpraca - Radek Nemec – gitara basowa (album Orcustus) - Daniel "Vrangsinn" Salte – gitara basowa (album Orcustus) | Byli członkowie zespołu - Roger "Infernus" Tiegs – gitara basowa (2002-2008) - Bøllo "Tormentor" Heyerdahl – gitara (2002-2008) - Morten "Teloch" Iversen – gitara, śpiew (2004-2006) |

## Dyskografia
Dema
- Demo 2002 (2003, wydanie własne)

Minialbumy
- World Dirtnap (2003, wydanie własne)
- Wrathrash (2005, Southern Lord Records)

Albumy studyjne
- Orcustus (2009, Southern Lord Records)